# Островидов, Сергей Николаевич
Островидов Сергей Николаевич (3 августа 1889, Севастополь, Таврическая губерния, Российская империя — после 1960 г., Париж, Франция) — русский инженер-кораблестроитель, военный лётчик, прапорщик Русской армии, участник Первой мировой и Гражданской войны, кавалер орденов «Св. Станислава», «Св. Владимира», «Св. Анны», трижды Георгиевский кавалер. Член Союза русских лётчиков, Союза русских дипломированных инженеров, Объединённого Комитета русских инженерных и технических организаций.

## Биография
Родился 3 августа 1889 года в городе Севастополь Таврической губернии в дворянской семье. В 1908 году, после окончания Киевской Императорской Александровской гимназии поступил на кораблестроительное отделение Санкт-Петербургского политехнического института. После окончания учёбы в ППИ и начала Первой мировой войны записался «охотником» (добровольцем) на Теоретические авиационные курсы Петроградского политехнического института, которые возглавлял декан кораблестроительного отделения вуза профессор К. П. Боклевский. (ЦГИА СПб, ф. 478, оп. 7, д. 5, л. 32, об. 32). Успешно сдав экзамен, был направлен в Севастопольскую авиационную школу для обучения полётам. Получил звание военного лётчика в 1915 году. Вольноопределяющийся 23-го корпусного авиационного отряда, младший унтер-офицер. 4.12.1915 года приказом Главнокомандующего Северного фронта произведён в прапорщики. Подпоручиком направлен в Англию для освоения новых видов самолётов. После учёбы — вернулся на Северный фронт.
После Октябрьского переворота — сначала в гетманской армии, помощник начальника технического отдела управления авиации, поручик. Затем — в Северо-Западной армии в распоряжении Инспектора Авиации.
В эмиграции в Париже, в школе гражданского судостроения. Вёл активную общественную работу, в 30-е годы делал доклады и читал лекции о технике вождения самолётов, о истории Первой Мировой войны в Научном и Историческом авиационном отделе. Являлся членом Союза русских лётчиков, Союза русских дипломированных инженеров. После Второй мировой войны с 1946 года работал в Объединённом комитете русских инженерных и технических организаций. Умер в Париже, после 1960 года.

## Награды
Орден Святого Станислава 3-й степени с мечами и бантом.
Орден Святого Владимира 4-й степени с мечами и бантом.
Орден Святой Анны 4-й степени с надписью «За храбрость»
Георгиевский крест 4-й степени
Георгиевский крест 3-й степени № 90235 в чине младшего унтер-офицера 23-го корпусного авиаотряда. Награждён по Высочайшему повелению флигель-адъютантом полковником Мордвиновым 26.08.1915 года.
Георгиевский крест 2-й степени № 15979 в чине младшего унтер-офицера 23-го корпусного авиаотряда, за то,
«что 28.08.1915 года произвёл разведочный полёт в тылу противника в районе Рига-Нейгут-Эзерн-Бергоф-Нейгоф-Линден-Рига. Несмотря на крайне неблагоприятные условия, сопровождающие полёт: порывистый ветер, сильную облачность, с глубоким мужеством и самоотвержением, не остановившись перед сильным качанием аппарата, с первого момента полёта в течение 2 часов 15 минут, вёл свой аппарат, дав возможность своему наблюдателю штаб-ротмистру Бурчак-Абрамовичу осветить данный участок. 29.08.1915 произвёл разведочный полёт в тылу противника в районе Рига-Рингмунсгоф-ст. Тауэральн-Белай-Гейзее-Самон-Фридрихштат-Огер-Икскюль, самоотверженно, спокойно вёл свой аппарат в течение 3 часов 15 минут глубоко в тылу противника, чем дал возможность своему наблюдателю подъесаулу Филипповичу осветить заданный район, причём была обнаружена колонна пехоты около бригады, под огнём проследив за ней, сообщил в Штаб, где были приняты соответствующие меры. 30.08.1915 произвёл разведочный полёт в тылу противника района Икскюль-Римунсгоф-Фридрихштат-Тауэркальн-Пей-Сеш-Мауэрен-Фридрихштат, мужественно и самоотверженно, несмотря на крайне неблагоприятные условия атмосферы, сильный порывистый ветер, вёл свой аппарат в течение 2 часов 15 минут, чем дал возможность своему наблюдателю подъесаулу Филипповичу дать точное и ясное определение о противнике. 9.09.1915 произвёл разведочный полёт в тылу противника района Икскюль-Пазум-Упенек-Тауэркальн-Рауге-Линден-Икскюдь, несмотря на ранний вылет и сильное качание, яркий солнечный день, не остановившись перед этим, самоотверженно вёл свой аппарат в течение 2 часов 20 минут, чем дал возможность своему наблюдателю подпоручику Ильину осветить заданный район. 12.09.1915 произвёл разведочный полёт в тылу противника района Икскюль-Упинек-Ретш-Вольгофшенберг-Муремуйжа-Тауэркальн-Фридрихштат, хладнокровно, с большим самоотвержением вёл свой аппарат в течение 3 часов в тылу неприятеля, чем дал возможность своему наблюдателю поручику Савицкому осветить заданный район. 29.09.1915 произвёл разведочный полёт в тылу противника района Икскюль-Линден-Тауэркальн-Криче-Райш-Икскюдь, хладнокровно вёл свой аппарат в течение 2 часов 15 минут, чем дал возможность своему наблюдателю подъесаулу Филипповичу осветить заданный район, несмотря на мглу, сравнительно низкую облачность, ветреную погоду.»
Источники
http://russianestonia.eu/index.php?title=%D0%9E%D1%81%D1%82%D1%80%D0%BE%D0%B2%D0%B8%D0%B4%D0%BE%D0%B2_%D0%A1%D0%B5%D1%80%D0%B3%D0%B5%D0%B9_%D0%9D%D0%B8%D0%BA%D0%BE%D0%BB%D0%B0%D0%B5%D0%B2%D0%B8%D1%87
ЦГИА СПб, ф. 478, оп. 3 д. 4926
Волков С. В. База данных «Участники белого движения в России»
https://aviator-bob.livejournal.com/176758.html